# Emilio Artacho Castellano
Emilio Artacho Castellano (Granada, 9 de marzo de 1934 - Madrid, 13 de abril de 2020) fue un diplomático español. Fue embajador de España ante las Naciones Unidas en Ginebra (1986-1991) y ante el Consejo de Europa (1991-1996).

## Biografía

### Infancia y juventud
Hijo de Diego Artacho Ramos, abogado granadino y de Consuelo Castellano Gallego. El matrimonio tuvo cuatro hijos: Diego, Amalia, Juan y Emilio, el menor de los cuatro.
Tras cursar  estudios elementales en el colegio de los maristas de Granada, se licenció en Derecho en la Universidad de Granada. Obtuvo una beca para realizar el doctorado en el Real Colegio de España (Bolonia). En 1959 obtuvo en el mismo centro el premio extraordinario Víctor Manuel II por su tesis doctoral sobre Derecho Internacional Marítimo.
En La Haya obtuvo el diploma de Derecho Internacional, y de regreso a España, aprobó las oposiciones a la carrera diplomática.

### Carrera diplomática
Su primer destino fue en Dakar. En la capital de Senegal le acogió el embajador Nicolás Martín Alonso, y su mujer Mercedes. Asistió a un seminario en la Universidad de Harvard, dirigido por Henry Kissinger.
En 1969 se casó con Alix Castroviejo. El matrimonio tuvo dos hijos: Cecilia y Miguel Artacho Castroviejo.
En 1973 regresó a España, al ser nombrado subdirector de Organismos —Naciones Unidas (ONU), Organización Mundial de la Salud (OMS), Organización Mundial del Turismo (OMT)— dentro del Ministerio de Asuntos Exteriores (1973-1986). En 1986 fue nombrado embajador representante permanente de España ante la Oficina de la Organización de las Naciones Unidas en Ginebra (1986-1991).
Tras un breve periodo de tiempo en Madrid, se trasladó a Estrasburgo, al ser nombrado embajador ante el Consejo de Europa (1991-1996). En octubre de 2002 fue nombrado embajador de España.
Falleció en Madrid el 13 de abril de 2020 a los ochenta y seis años.